# Disney Media and Entertainment Distribution
Disney Media and Entertainment Distribution (DME) è stata una delle due divisioni generali di The Walt Disney Company. 
Operava principalmente come Casa di distribuzione direct-to-consumer, supervisionando e gestendo i servizi di streaming Disney (con annessa divisione pubblicitaria) e alcuni canali televisivi lineari e di syndication.
Pur non avendo un contratto in esclusiva, si occupa della distribuzione di buona parte dei prodotti originali statunitensi Hulu (non già distribuiti da Prime Video) e di FX on Hulu.
Si occupa inoltre della monetizzazione strategica dei titoli delle tre divisioni di Disney che si occupano della produzione di contenuti: Studios, General Entertainment e ESPN & Sports.
L’8 febbraio 2023 come già annunciato in precedenza dall’ CEO Bob Iger, la divisione ha cessato tutte le sue attività.

## Storia
Nell'ottobre 2020, in seguito al successo delle piattaforme di streaming di Disney, in particolare Disney+, il CEO Bob Chapek annunciò una riorganizzazione aziendale del settore media e intrattenimento volta a intensificare le attività dell'azienda nel settore dello streaming. In seguito alla riorganizzazione Walt Disney Direct-to-Consumer & International venne sciolta e divisa in due divisioni: Disney International Operations, focalizzata sulle controllate internazionali di Disney, e Disney Media and Entertainment Distribution, che si sarebbe occupata dei servizi streaming, delle attività pubblicitarie e delle reti televisive lineari e di syndication di Disney. Kareem Daniel venne nominato presidente del consiglio di amministrazione della nuova divisione.

## Struttura

### Direct-to-Consumer
- Disney+
- ESPN+
- Hulu
- Hotstar (chiamato Disney+ Hotstar in alcuni territori)[4]
- Star+

### Tecnologia
- Disney Streaming Services

### Distribuzione contenuti e vendite
- Disney Platform Distribution
  - Walt Disney Studios Motion Pictures - Distribuzione cinematografica
    - Home Entertainment

  - Disney–ABC Domestic Television
  - International Television Distribution
  - Disney Music Group
- Disney Advertising Sales